# Japan Display
Il 15 novembre 2011, Sony, Hitachi, e Toshiba si accordarono per l'integrazione dei loro schermi a cristalli liquidi di taglia piccola e media insieme a Innovation Network Corporation of Japan (INCJ).
L'unione di essi venne chiamata Japan Display.
INCJ diventerà il più grande azionista di Japan Display con il 70% del capitale in cambio di un investimento di 2,6 miliardi di dollari.
La nuova entità parte ad operare nella primavera del 2012, diventando il più grande produttore di schermi a cristalli liquidi del mondo.
Nel 2022 ha presentato alla stampa l'eLEAP OLED, una nuova tecnologia OLED con un’efficienza doppia, una luminosità di picco doppia e una durata tripla rispetto agli OLED esistenti.